# James Agnew

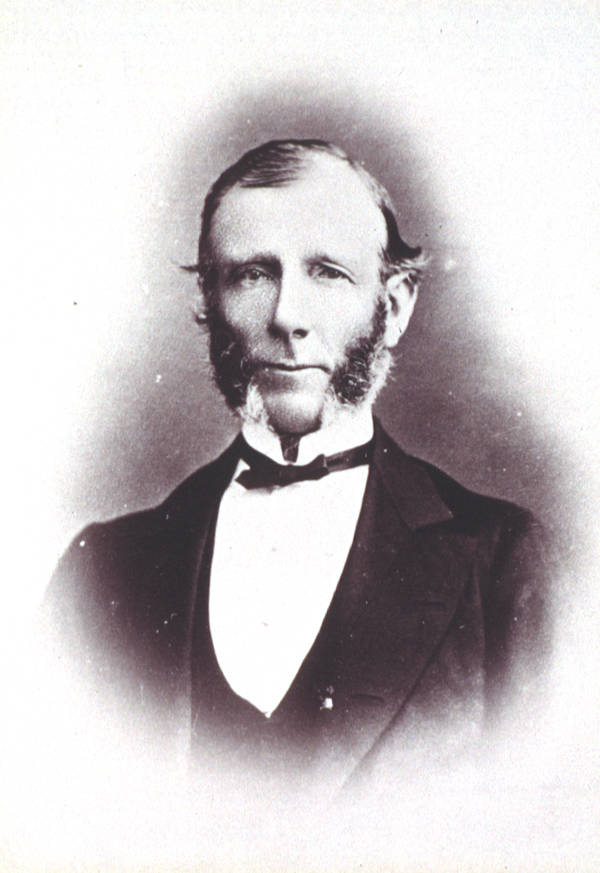
James Agnew (Fotografie von John Watt Beattie)

Hon. Sir James Wilson Agnew, KCMG, MRCSEng (* 2. Oktober 1815 in Ballyclare, County Antrim, Irland; † 8. November 1901 in Hobart, Tasmanien) war ein australischer Politiker, der unter anderem zwischen 1886 und 1887 Premierminister von Tasmanien war.

## Leben
James Wilson Agnew absolvierte ein Studium der Medizin, das er mit einem Doktor der Medizin beendete. Er wurde Mitglied der des Royal College of Surgeons of England (MRCS Eng) und ließ sich 1839 als Arzt in Sydney sowie 1841 in Hobart nieder.
Am 16. Juli 1877 wurde er als Parteiloser Mitglied des Tasmanischen Legislativrates (Tasmanian Legislative Council) und vertrat in diesem bis zu seinem Rücktritt am 2. März 1881 den Wahlkreis „Hobart“. Am 18. Februar 1884 wurde er erneut Mitglied des Legislativrates und vertrat nunmehr bis zu dessen Abschaffung im Dezember 1885 den Wahlkreis „Jordan“. Am 18. Februar 1886 wurde er für den Wahlkreis „Macquarie“ noch einmal Mitglied des Legislativrates, dem er jetzt bis zu seinem Rücktritt am 26. Juli 1887 angehörte. Als Nachfolger von Adye Douglas wurde er am 8. März 1886 Premierminister von Tasmanien und bekleidete dieses Amt bis zu seiner Ablösung durch Philip Fysh am 29. März 1887, der daraufhin seine zweite Regierung bildete. Für seine Verdienste wurde er am 1. Januar 1895 als Knight Commander des Order of St Michael and St George (KCMG) geadelt, so dass er fortan das Prädikat „Sir“ führte.
Agnew war zwei Mal verheiratet, und zwar von 1846 bis zu deren Tode 1868 mit Louisa Mary Fraser und danach bis zu deren Tode 1891 mit Blanche Legge.